# David Kelly
David Kelly (Rhondda, 17 mei 1944 – Abingdon, 17 juli 2003) was een Brits microbioloog en defensieambtenaar. Hij werd beschouwd als een deskundige op het gebied van biologische oorlogvoering en had dienstgedaan als wapeninspecteur in Irak voor de United Nations Special Commission (UNSCOM), een speciale commissie van de Verenigde Naties die aan het einde van de Golfoorlog in april 1991 was opgericht per resolutie 687 van 3 april, gevolgd door resolutie 707 op 15 april en de benoeming van een voorzitter vier dagen later.
Kelly was geen publiek figuur tot hij in 2003 moest verschijnen voor een overheidscommissie in het Verenigd Koninkrijk. Eerder dat jaar besloten de VS om Irak aan te vallen, onder meer vanwege de verdenking dat het land chemische wapens bezat. De Britse premier Tony Blair ondersteunde de actie onder meer door te wijzen op rapporten van de geheime dienst MI5 dat Irak inderdaad over wapens zou beschikken.
In juni 2003 laaide de discussie op of het destijds gebruikte rapport niet aangedikt was. Deze discussie werd aangewakkerd door een BBC-correspondent die zei zich te baseren op een goed ingelichte bron. Volgens die bron zou de geheime dienst 'niet tevreden zijn met de manier waarop hun informatie door de regering' was gebruikt. Deze discussie leidde tot een zware crisis voor de aan de macht zijnde Labour-regering.
De BBC gaf de naam van deze bron niet vrij, en in een zitting voor eerder genoemde commissie gaf Kelly weliswaar toe met de betrokken correspondent gepraat te hebben, maar dat hij 'zich niet kon voorstellen dat hij de bron was, omdat hij nooit iets over het aandikken had gesuggereerd'.

## Zelfmoord?
Op 17 juli 2003 werd Kelly een paar kilometer van zijn huis dood aangetroffen met een doorgesneden linkerpols. Over de precieze doodsoorzaak en aanleiding boog zich een onderzoekscommissie onder leiding van Lord Hutton. De commissie kwam tot de conclusie dat Kelly zelfmoord had gepleegd, door zijn pols door te snijden en pijn bestrijdende pillen te slikken.
Veel mensen, onder wie artsen, waren niet overtuigd. Een van hen, parlementslid Norman Baker, besloot zelf onderzoek te doen en kwam in 2007 met zijn boek 'The Strange Death of David Kelly'. In zijn boek zegt Baker onder meer dat op het tuinmes waarmee Kelly zijn pols zou hebben doorgesneden geen vingerafdrukken zijn gevonden. Er was erg weinig bloed op de plek aangetroffen. De hoeveelheid pijnbestrijders was veel te klein om de dood te hebben kunnen veroorzaakt. Mogelijk zijn het mes en de pillen na zijn dood door de politie uit het huis van Kelly gehaald en op de onheilsplek neergelegd om zelfmoord te suggereren, 'in het belang van de Koningin en het vaderland'. Volgens Baker zijn de daders waarschijnlijk Irakezen in Engeland geweest, tegenstanders van Saddam Hoessein, die misinformatie over massavernietigingswapens hadden verspreid om een inval in Irak te bewerkstelligen. De informatie van Kelly zou hen daarom niet welgevallig zijn geweest.
In augustus 2008 vertelde een goede vriendin van Kelly, Mai Pederson, dat de rechtshandige Kelly in de maanden voor zijn dood zijn rechterhand niet goed kon gebruiken, omdat hij eerder zijn elleboog had gebroken, die nooit goed was geheeld. Pederson werkte als vertaalster voor het VN-team in Irak. Volgens Mai had Kelly moeite met het snijden van een biefstuk: het zou lang hebben geduurd en erg veel pijn hebben gedaan voordat hij de bewuste ader had kunnen doorsnijden met het botte mes. Volgens haar had Kelly ook een medisch probleem, waardoor hij moeilijk pillen kon doorslikken. Ook is zijn 'zelfmoord' moeilijk te verenigen met zijn bahai-geloof, aldus Mai. Kelly zou ook tegen haar hebben gezegd 'Ik zou nooit een leven nemen, laat staan dat van mijzelf'.
Volgens dertien artsen kon dr. Kelly niet zijn doodgebloed door verwonding van de ellepijpslagader en was de hoeveelheid co-proxamol, de pijnstiller, onvoldoende om de dood te kunnen veroorzaken. In juli 2009 lieten ze weten een nieuw onderzoek te willen. Een rapport met hun bevindingen werd gestuurd naar sir John Chilcott, die onderzoek ging doen naar de aanloop van de Irak-oorlog. Verschillende personen zijn duizenden e-mails over Kelly kwijtgeraakt, onder wie een van de artsen, een auteur van een boek over Kelly en een van de initiatiefnemers van de Kelly Investigation Group.
In januari 2010 werd bekend dat Lord Hutton tijdens zijn onderzoek naar Kelly's dood heeft besloten, dat het autopsie-rapport, andere medische gegevens en foto's van het lichaam zeventig jaar niet publiek mogen worden gemaakt. De wettelijke basis van dit besluit is onduidelijk; het waarom is zelf ook geheim. Huttons besluit werd duidelijk uit een brief aan de artsen die vraagtekens zetten bij Huttons oordeel dat Kelly zelfmoord had gepleegd.
In de documentairefilm Anthrax War wordt gezegd dat Kelly's dood te maken heeft met onderzoek naar biologische wapens. Kelly zou contacten hebben gehad met Wouter Basson, die voor het Zuid-Afrikaanse apartheidsregime onderzoek deed naar chemische en biologische wapens om deze te gebruiken voor moorden en etnische zuiveringen (Project Coast). Kelly werkte verder samen met inlichtingendiensten over de hele wereld. In juli 2010 beweerde een voormalige KGB-agent, Boris Karpichkov, dat Peter Everett hem had verteld dat Kelly uit de weg was geruimd vanwege zijn 'roekeloze gedrag'. Everett, zo beweerde Karpichkov, was een MI5-agent. Na het aantreden van de regering van David Cameron nam de druk toe om een nieuw onderzoek naar de dood van Kelly te starten.

## BBC
Na zijn dood bevestigde de BBC dat Kelly wel degelijk de bron was, en bovendien dat hij inderdaad de enige bron was geweest waar de correspondent uit had geput. Door deze twee zware deontologische fouten (een anonieme bron vrijgeven, en een artikel baseren op slechts één bron) zijn velen de mening toegedaan dat de reputatie van de Britse omroep als bastion van de correcte journalistiek is beschadigd.